# Hanvec
Hanvec (bretonisch Hañveg) ist eine französische Gemeinde im Département Finistère im Westen der Bretagne mit 2035 Einwohnern (Stand: 1. Januar 2022). Sie gehört zum Arrondissement Brest und ist Mitglied im Gemeindeverband Communauté d’agglomération du pays de Landerneau-Daoulas. Die Bewohner werden Hanvécois und Hanvécoises genannt.

## Geografie

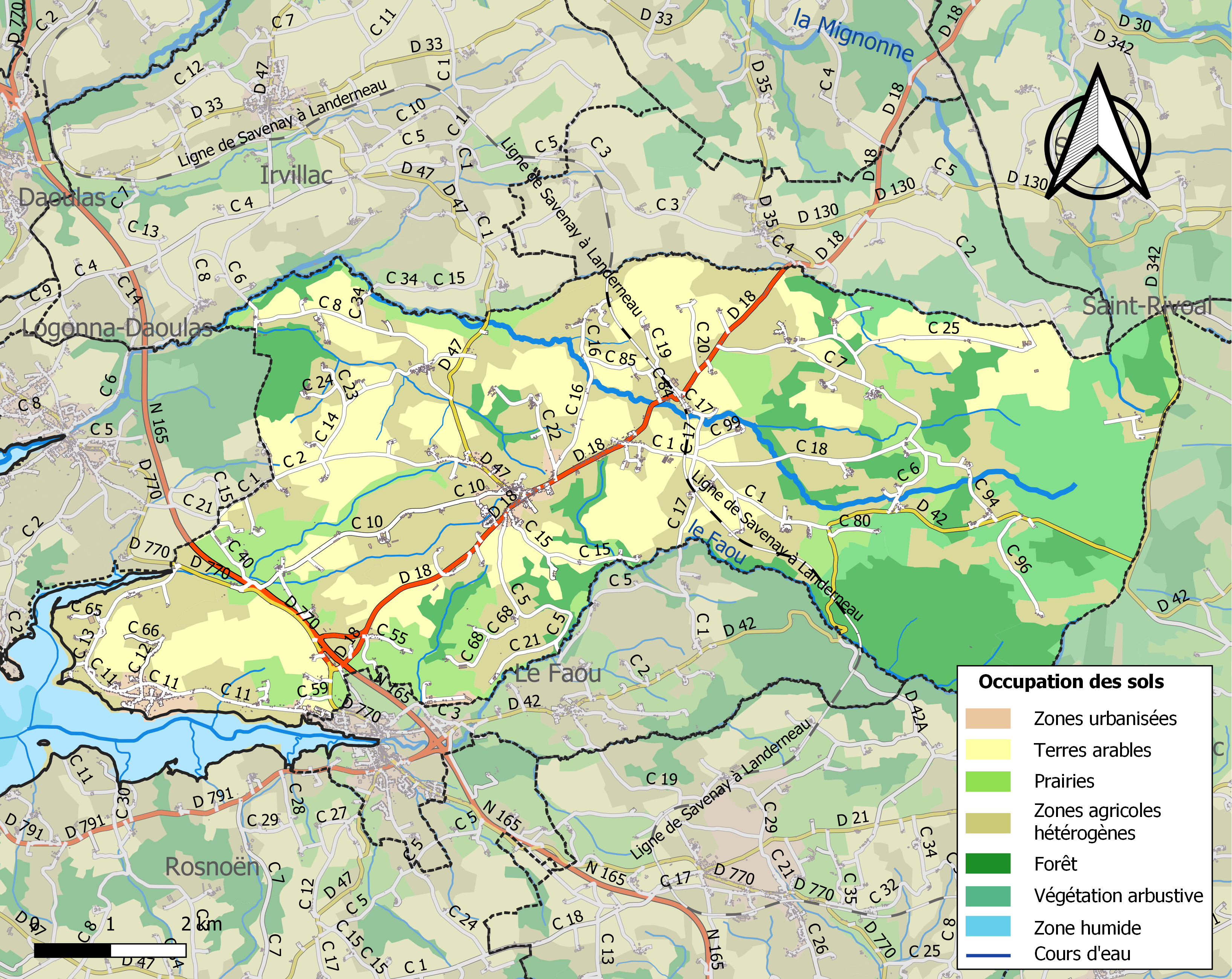
Bodennutzung, Hydrografie und Infrastruktur der Gemeinde (2018)

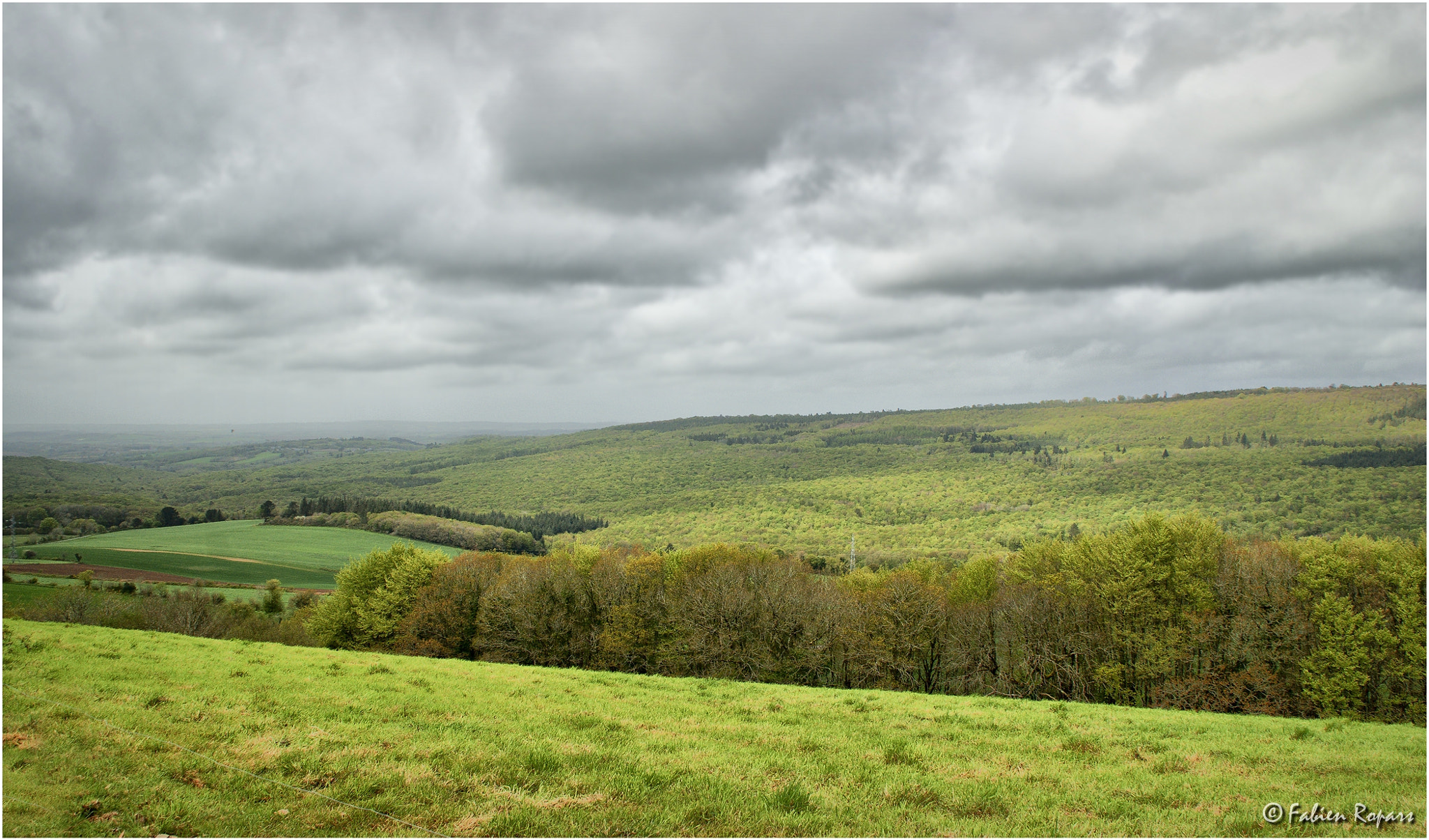
Forêt du Cranou

Hanvec befindet sich in Norden der historischen Landschaft der Cornouaille zwischen der Rade de Brest und den Monts d’Arrée, etwa 25 Kilometer ostsüdöstlich von Brest. Die Gemeinde befindet sich im Regionalen Naturpark Armorique und wird vom Küstenfluss Comfrout entwässert, der im Gemeindegebiet am Fuß der Monts d’Arrée entspringt, dieses von Ost nach West durchquert und abschnittsweise im Norden begrenzt. Der Küstenfluss Rivière du Faou begrenzt es im Süden.
Das Gebiet von Hanvec ist Teil des Natura-2000-Schutzgebiets „Rade de Brest, estuaire de l’Aulne“ (FR5300046), des Natura-2000-Schutzgebiets „Rade de Brest : Baie de Daoulas, Anse de Poulmic“ (FR5310071), des Natura-2000-Schutzgebiets „Forêt du Cranou, Menez Meur“ (FR5300039) und von sechs ZNIEFF-Naturzonen. Fast drei Viertel der Fläche der Gemeinde werden landwirtschaftlich genutzt (Grünland oder Kulturboden), etwa 16 % sind bewaldet, vor allem durch den Anteil der Gemeinde am Domänenforst Forêt du Cranou.
Umgeben wird Hanvec von den sieben Nachbargemeinden:
| Irvillac         | Saint-Eloy                                  | Sizun   |
| Hôpital-Camfrout | Kompassrose, die auf Nachbargemeinden zeigt | Lopérec |
| Rade de Brest    | Le Faou Pont-de-Buis-lès-Quimerch           |         |

## Geschichte
In der Gemeinde wurden zahlreiche Spuren gefunden, die auf eine menschliche Präsenz aus prähistorischer Zeit hinweisen: ein Felsunterstand, eine Axt aus Kersantit, eine Bronzeaxt und ein Gürtelclip. In Pennarven zeugen unterirdische Gänge von Lebensräumen aus der Eisenzeit. Im Jahr 1904 sind in Roz-ar-Glouet noch die Überreste eines heute zerstörten römischen Lagers zu sehen. Ursprünglich diente dieses Lager dem Schutz der Römerstraße, die von Quimper nach Landerneau führte. Weitere römische Spuren gibt es in Keranezou, Kerohan und Hanvoy.
Hanvec ist seit dem 11. Jahrhundert als Pfarrei bezeugt. Im Mittelalter ist die Geschichte der Region durch die Anwesenheit der Vizegrafen von Faou geprägt. Ab dem 14. Jahrhundert ließ sich die Familie Kerliver in der Region nieder. Sie regierte die Gemeinde bis ins 17. Jahrhundert.

## Bevölkerungsentwicklung
| Jahr                       | 1962 | 1968 | 1975 | 1982 | 1990 | 1999 | 2006 | 2013 | 2020 |
| Einwohner                  | 1716 | 1555 | 1318 | 1374 | 1474 | 1605 | 1867 | 1983 | 2036 |
| Quellen: Cassini und INSEE |      |      |      |      |      |      |      |      |      |

## Sehenswürdigkeiten
- Pfarrkirche Saint-Pierre, Neubau von 1868 mit Beibehaltung einer Vorhalle aus dem 17. Jahrhundert
- Der mit einer Statue des heiligen Gonval geschmückte Brunnen und der Calvaire im Forêt du Cranou sind die einzigen Überreste einer im Zweiten Weltkrieg zerstörten Kapelle aus dem 15. Jahrhundert. Brunnen und Calvaire sind seit 1956 als Monument historique eingeschrieben.
- Kapelle Saint-Oyen in Lanvoy aus dem 16. Jahrhundert, Glockenturm von 1690
- Herrenhaus in Kerliver mit Kapelle aus der ersten Hälfte des 16. Jahrhunderts
- Weitere Brunnen und Calvaires

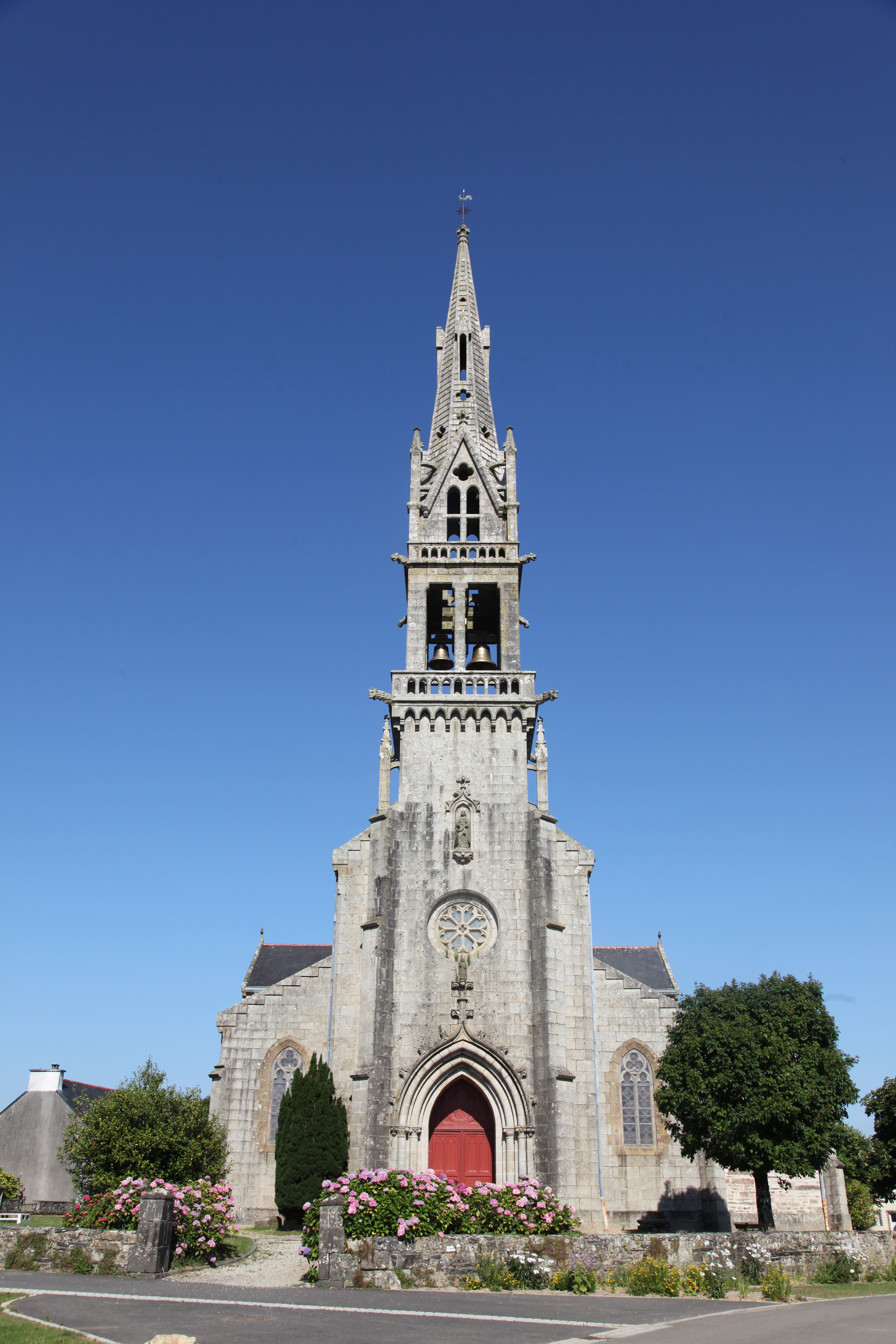
Pfarrkirche Saint-Pierre
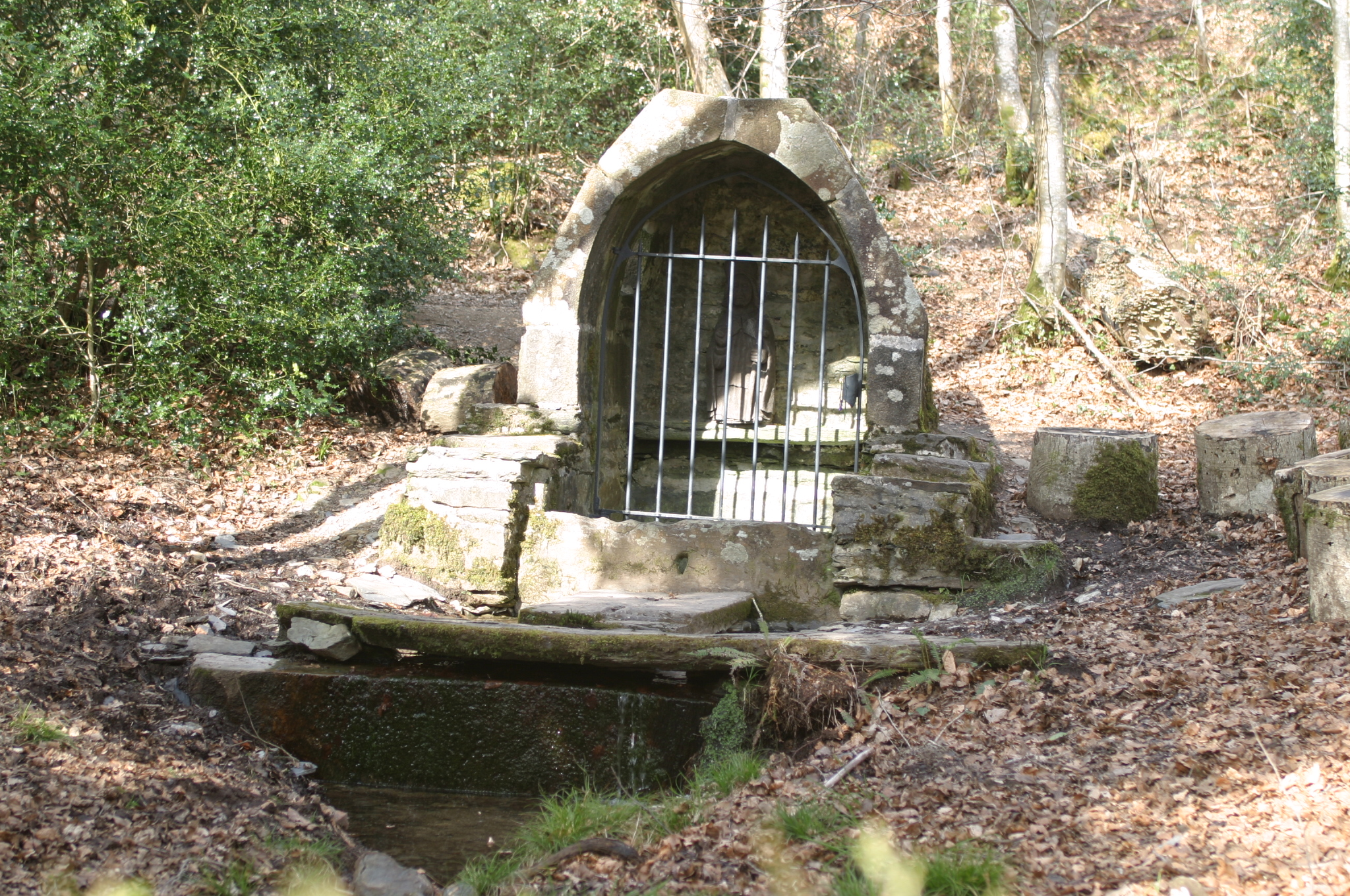
Brunnen Saint-Gonval
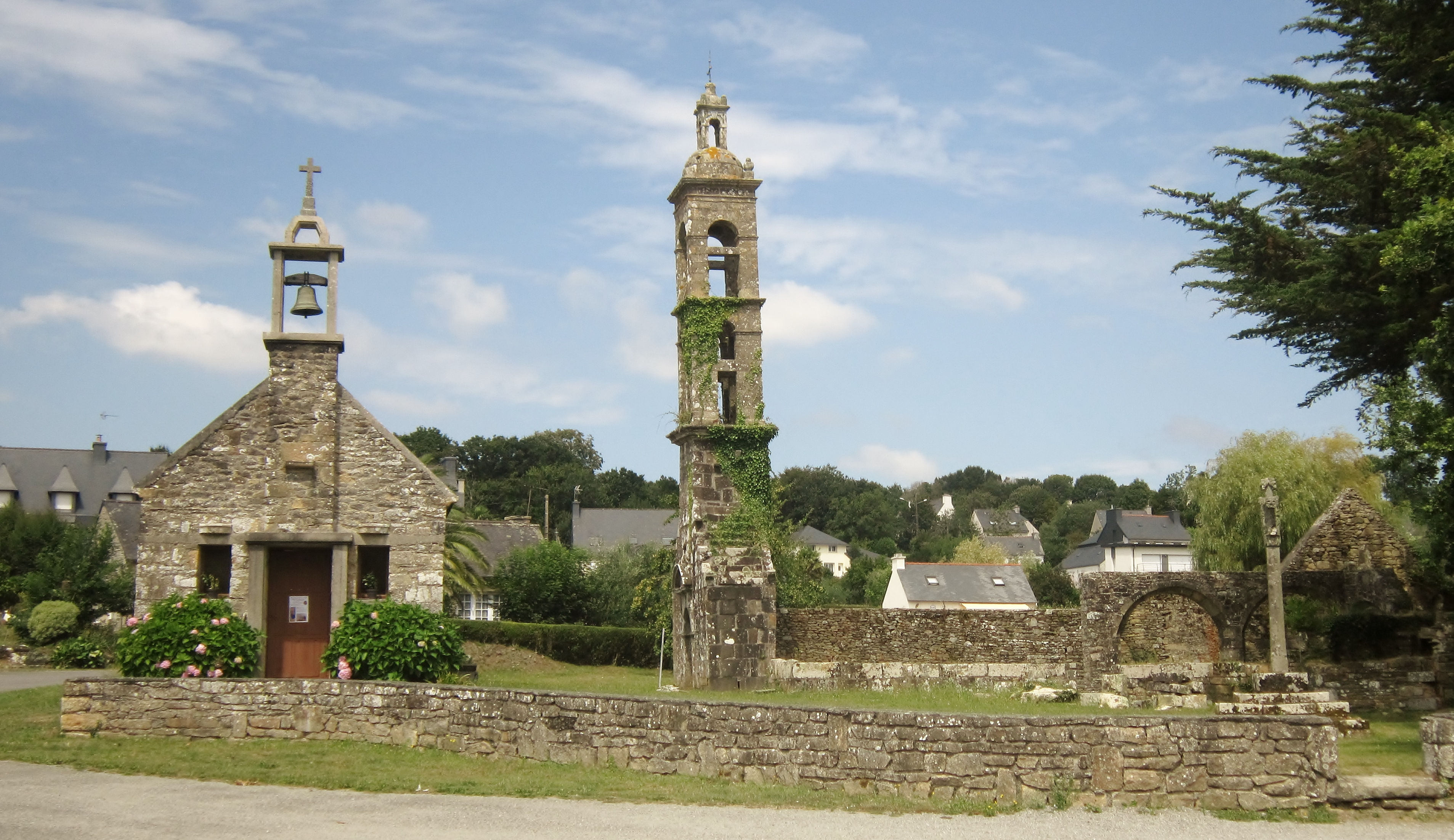
Kapelle Saint-Oyen in Lanvoy mit Glockenturm
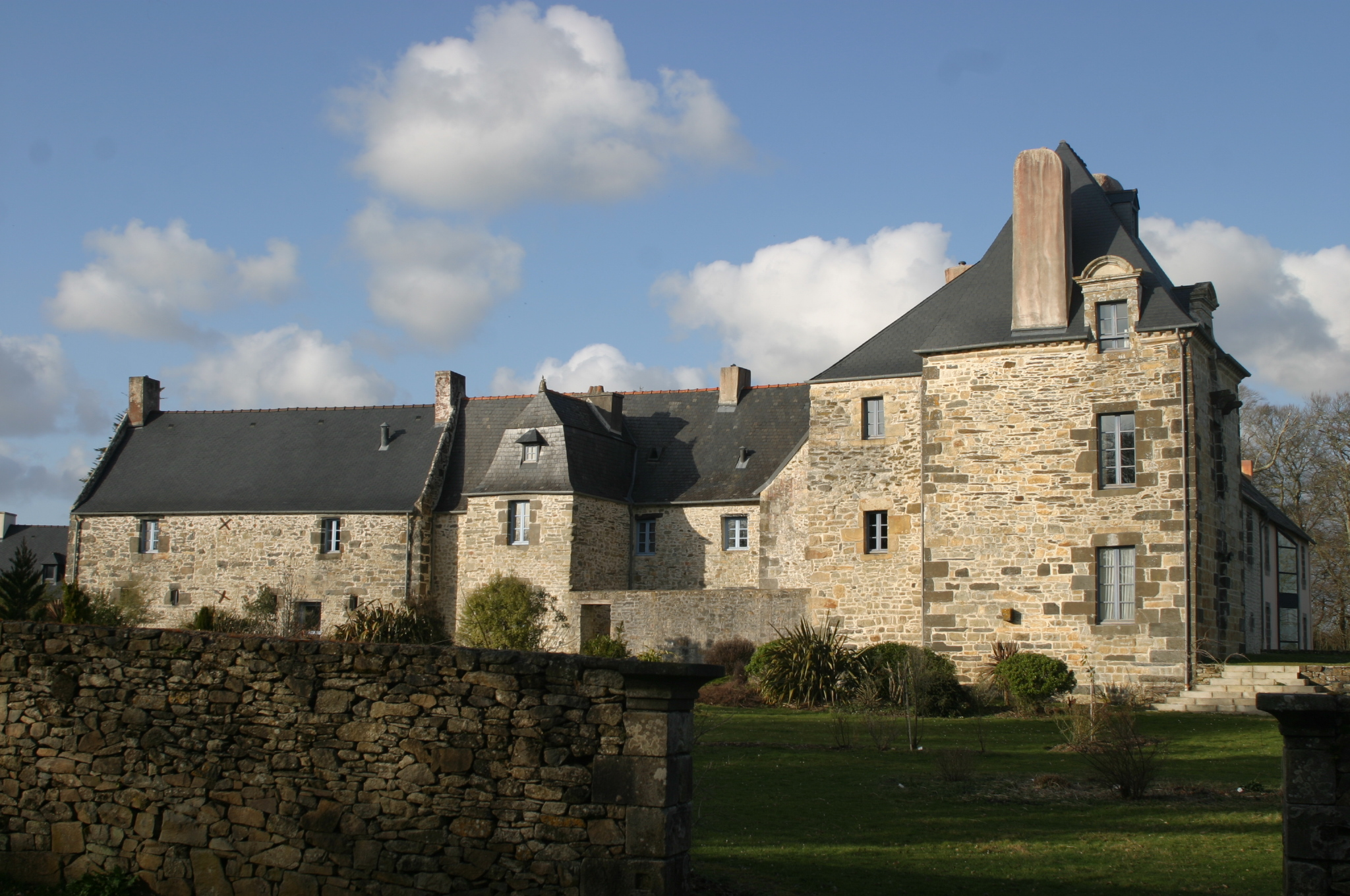
Herrenhaus in Kerliver
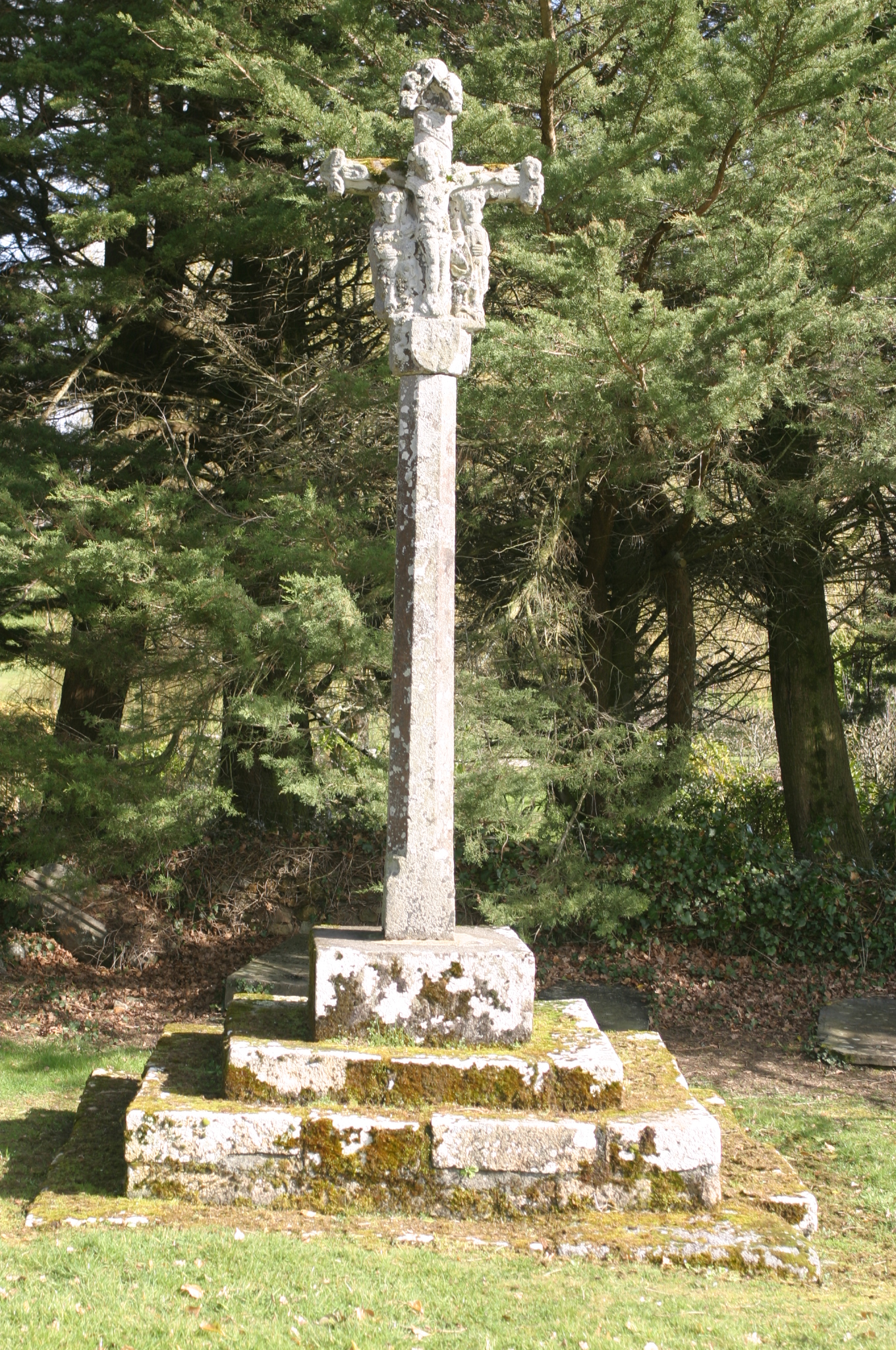
Calvaire in Lanvoy
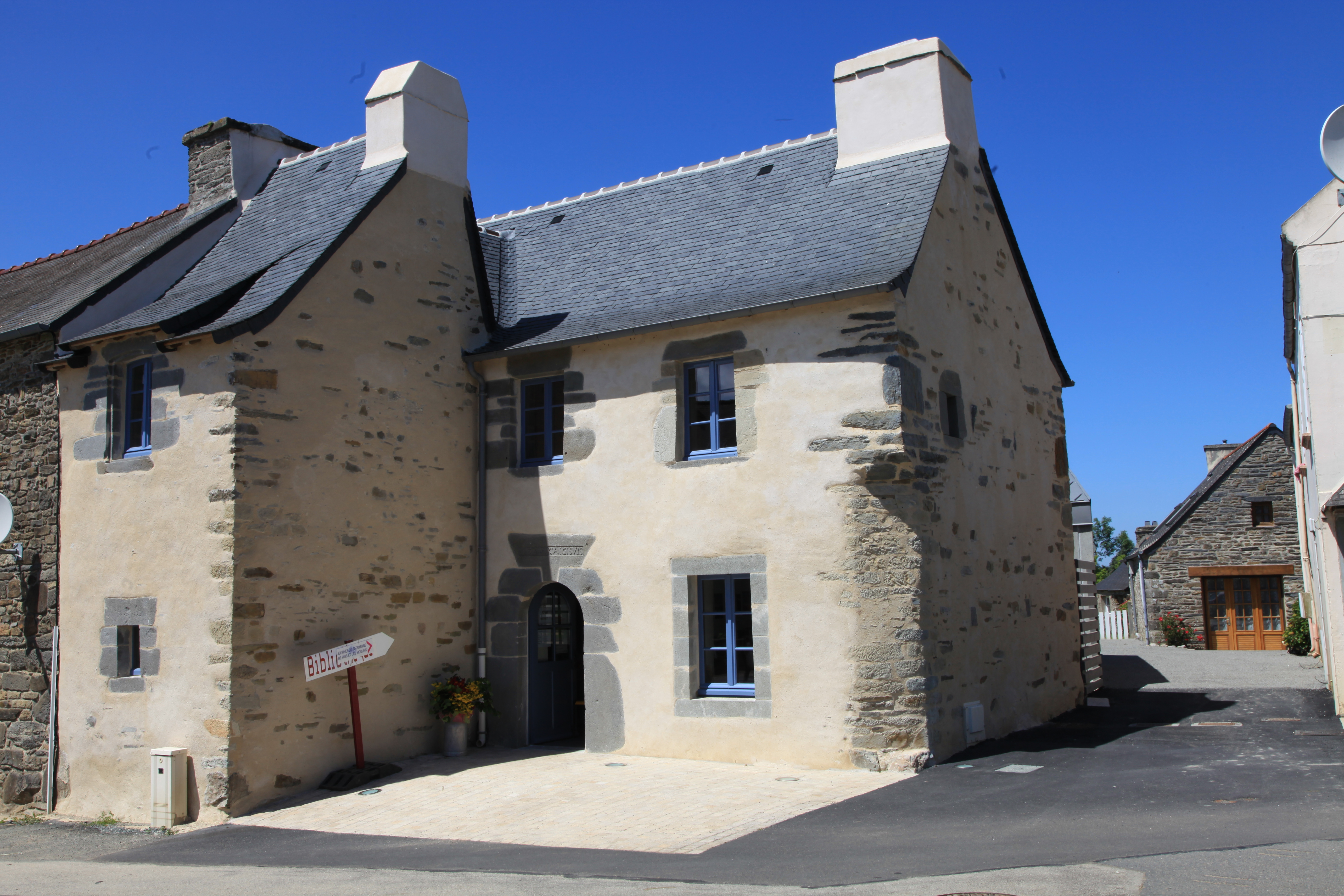
Haus Herry
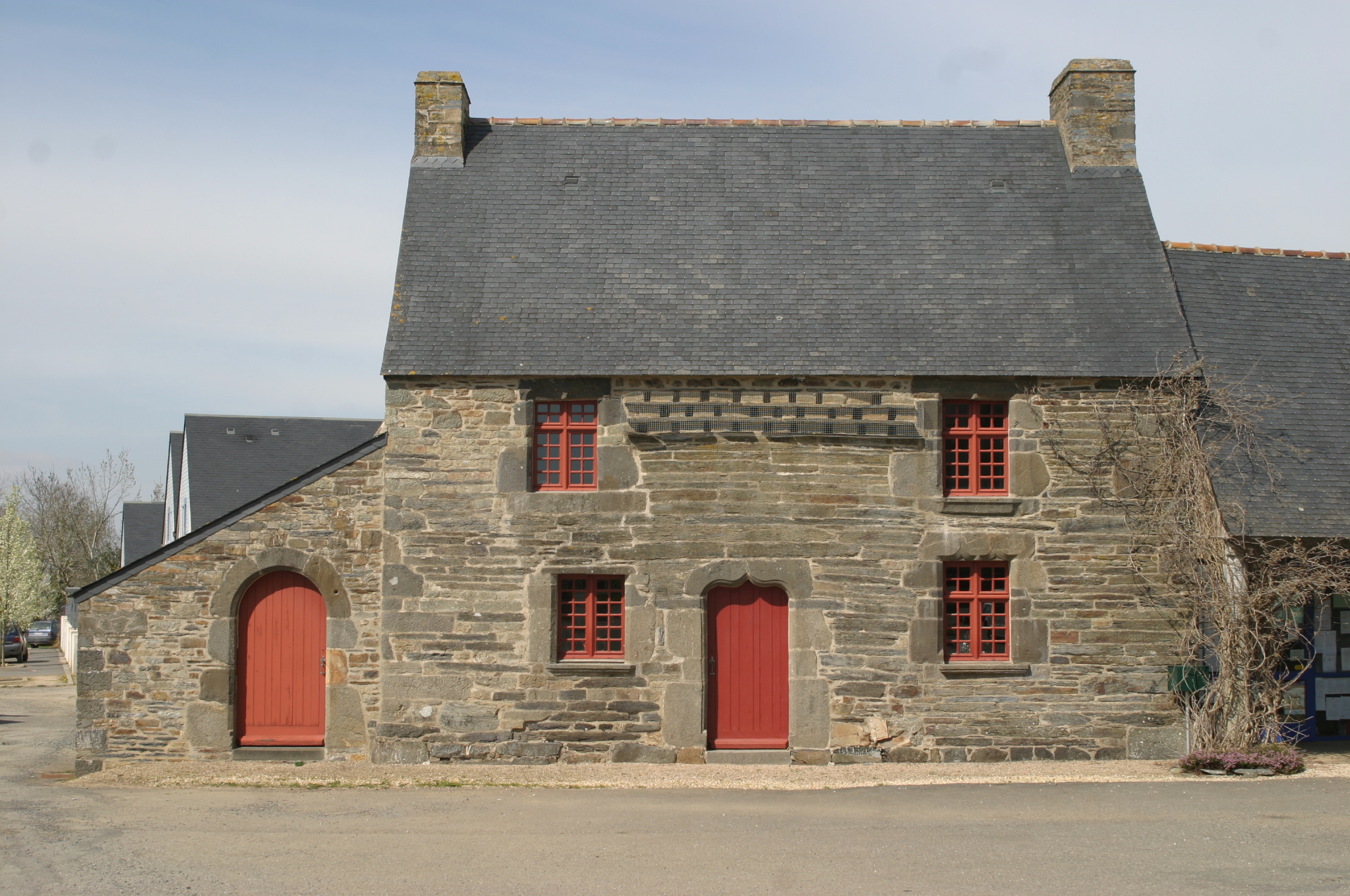
Haus mit Taubennistplätzen

## Verkehr
Die autobahnähnliche Route nationale 165 von Brest nach Nantes mit einer Anschlussstelle in Hanvec durchquert das Gemeindegebiet. Die Departementsstraße 770, die ehemalige Route nationale 170, von Brignogan-Plages nach Quimper durchquert Hanvec im Süden auf einem kurzen Abschnitt. Die Departementsstraße 18 durchquert hingegen das Zentrum der Gemeinde und verbindet es mit Le Faou im Südwesten und mit Sizun über Saint-Eloy im Nordosten.
Die Bahnstrecke Savenay–Landerneau durchquert das Gebiet der Gemeinde ohne Haltepunkt.

## Persönlichkeiten
- Charles-Marie de Quelen (1703–1777), französischer Prälat, geboren in Hanvec
- Christian Gourcuff (* 1955), französischer Fußballspieler und Trainer, geboren in Hanvec